# Pfarrhaus (Moosbach)

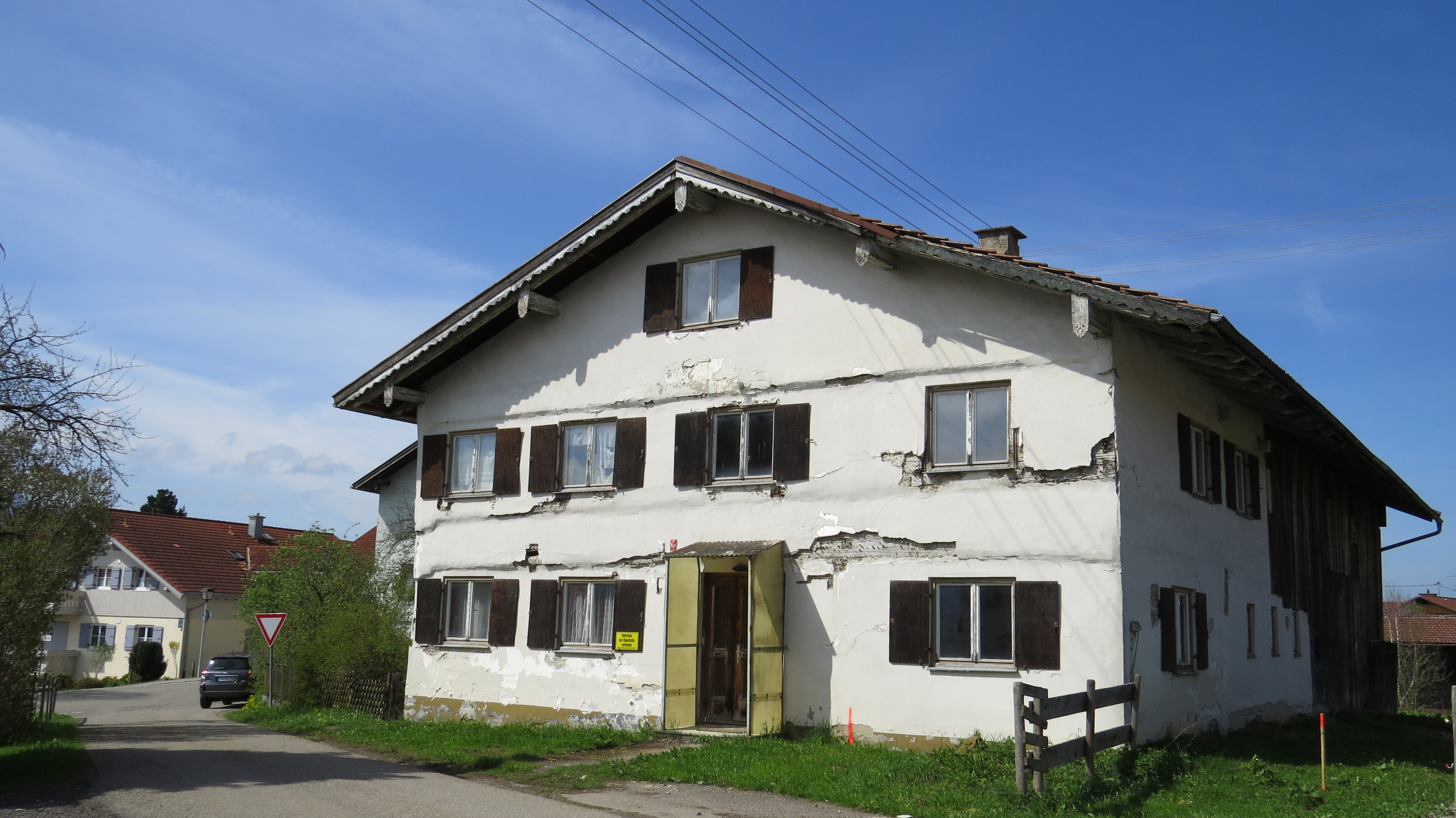
Ehemaliges Pfarrhaus in Moosbach (2013)

Das Pfarrhaus in Moosbach, einem Gemeindeteil von Sulzberg im Landkreis Oberallgäu im bayerischen Regierungsbezirk Schwaben, wurde im 18. Jahrhundert errichtet. Das ehemalige Pfarrhaus mit der Adresse Alte Dorfstraße 1 ist ein geschütztes Baudenkmal.
Der zweigeschossige, verputzte Blockbau mit flachem Satteldach besitzt vier zu zwei Fensterachsen. Mittels einer dendrochronologischen Untersuchung wurde das Baujahr auf das Jahr 1718 festgelegt.